# Nataša Ribič Štefanec
Nataša Ribič Štefanec, slovenska slikarka, * 29. maj 1963, Ljubljana.
Leta 1982 ja maturirala na srednjo šolo za oblikovanje v Ljubljani, na oddelku za modno oblikovanje. Nato se je vpisala na Akademijo za likovno umetnost v Ljubljani, kjer je študirala slikarstvo in leta 1988 diplomirala v razredu prof. Janeza Bernika. Podiplomski študij slikarstva je nadaljevala pri prof. Gustavu Gnamušu in ga uspešno zaključila leta 1991. Nato je do leta 1993 obiskovala grafično specialko pri prof. Branku Suhyju. Od leta 1985 je imela že več kot deset samostojnih razstav po Sloveniji.